# FBK Olimpija Ljubljana 2012/13
Sezona 2012/13 FBK Olimpija Ljubljana je tretja klubska sezona v Elitni floorball ligi, ob tem bo klub igral še v Karavanškem pokalu. Domače tekme igrajo v dvorani Edvarda Peperka.

## Elitna Floorball liga
(*) po podaljšku

## Postava
- Trener:  Anže Lebinger

### Vratarji
| #  | Nar       | Igralec     |
| 24 | Slovenija | Jan Snedic  |
| 1  | Slovenija | Jure Gombač |

### Igralci
| #  | Nar       | Igralec          |
| 11 | Slovenija | Uroš Drobnič     |
| 10 | Slovenija | Luka Potočnik    |
| 23 | Slovenija | Nejc Jagodič     |
| 16 | Slovenija | Jaka Kump        |
| 2  | Slovenija | Luka Kovačič     |
| 27 | Slovenija | Aleš Molk        |
| 88 | Slovenija | Anže Lebinger    |
| 5  | Slovenija | Miha Vozel       |
| 91 | Slovenija | Andrej Zadravec  |
| 23 | Slovenija | Jernej Rozman    |
| 26 | Slovenija | Matjaž Vrečič    |
| 22 | Slovenija | Žan Blaž Slivnik |
| 4  | Slovenija | Ožbej Bedič      |
| 8  | Slovenija | Gregor Duh       |